# SS-520ロケット
SS-520は、宇宙航空研究開発機構（JAXA）に属する宇宙科学研究所（ISAS）が開発し運用する観測用2段式固体燃料ロケット。JAXAで現在運用されている観測ロケットでは最大のものである。2018年に3段目を追加して人工衛星を軌道に投入する実験に成功した時には、世界最小クラスのローンチ・ヴィークルとしてギネス世界記録にも認定された。

## 概要
高度1,000kmに観測機器を打ち上げ、高高度での科学観測を行うことを目的として開発された。S-520ロケットを第1段ロケットとして使用し、それに新規開発された第2段ロケットSS-520B2を加えた2段式で構成される。この第2段はCFRP製でありスピン安定をとり、軽量化と高圧燃焼によって性能が向上されている。追加された第2段は軽量化されているとはいえS-520ロケット頭胴部よりも重量があり、そのために空気力学的マージンが多くとられている。第1段はS-520ロケットと同様に空気力学的に安定を保ち、尾翼によってスピンを発生させる。第2段はそのスピンをスピン安定に用いる。姿勢変更が必要である際にはラムライン姿勢制御装置を別途搭載することになっている。1998年以降、2021年の3号機（4・5号機より後で打ち上げられた）時点で、2段式の構成としては3機が、衛星打上げ実験をした3段式は2機が打ち上げられている。

### 機体諸元

#### 2段式
- 全長：9.65m
- 直径：520mm
- 全備重量：2.6t
- 到達高度：1000km
- ペイロード：140kg

#### 3段式（4号機、5号機）[2]
- 全長：9.54m
- 直径：520mm
- 全備重量：2.6t
- 到達高度：低軌道
- ペイロード：4kg（高度2,000km以下）

## 超小型衛星打上げ機として
SS-520ロケットは観測ロケットとしてはその能力が大きいことから超小型衛星打上げ機への転用が過去に何パターンか検討されてきた。3段式の案のうち、下段ではなく上段を追加したタイプが2017年1月に4号機として初飛行し、2018年2月の5号機で人工衛星の軌道に投入成功したが、4・5号機とも技術実証であり衛星打上げ機としての継続運用は考えていない。

### 3段式
本機開発当初の1990年代から、第3段あるいは「第0段」 を付加し、衛星軌道に15kg程度の人工衛星打上が可能ではないかとする構想があった。S-520とSS-520からの連想で、宇宙開発ウォッチャー等の間からSSS-520と呼称されてきた。

#### 4号機の実証実験
2016年5月、JAXAは文科省・宇宙開発利用部会 調査・安全小委員会で、2/3段継手・第3段・衛星継手などの新規開発と一部改修を行って、SS-520の4号機により超小型衛星の打ち上げを行うことを報告し、2016年6月にこの計画を発表した。フェアリング内に入る3段目を追加し、打ち上げ能力はLEOに4kg以上としている。軽量化のため1/2段間部を短くし、全長が短くなっている。1段目で上昇、1段と2段の分離後にラムライン姿勢制御装置で方向転換、制御装置を分離し状況判断後に2段点火し、2段と3段目は水平加速を行う。なるべく既存部分に手を加えない設計になっているため、投入できる軌道は近地点が低く実用的でない。超小型衛星TRICOM-1（約3kg）のLEOへの投入を予定していた。
当初は2017年1月11日打上げ予定であったが、天候の影響で15日に延期となった。8時33分に打上げられたが、発射20秒後にロケットからのテレメトリが途切れ、安全を確保できないことから2段の点火を中止、衛星の軌道投入行わなれず実験に失敗した。ただし、弾道飛行中の機体からタイマーにより予定通り450秒後に衛星が分離、衛星のテレメトリが受信され、衛星の状態が正常であることが確認されている。
JAXAは2月13日の会見で推定される失敗原因を発表するに至った。それによれば通信途絶までに得られたデータに見られる歪みセンサの異常と通信途絶のタイミングから、電源を喪失した可能性が高いと推定された。実際に飛行中と同じ環境を模した実験でも、機体上部にある飛行中のデータを送信する機器の電源ケーブルの皮膜が熱で溶け、ショートした様子が再現できたという。基本的には既存のロケットであったが、軽くして性能を向上するために当該部分の金属材料がステンレスからアルミに変更されていたことで熱が伝わりやすくなっており、さらにケーブルの皮膜も薄いものが使われていた。個々の変更については問題ないことを確認してはいたものの、全体としての複合要因の確認が不十分だったと見られている。
2月17日の記者会見でJAXAの奥村直樹理事長は、時期は未定としながらも再打ち上げの方向で予算を調整する意向を明らかにし、4月の定例会見では年度内（2018年3月以前）という打ち上げ時期が示された。2017年11月に5号機の打ち上げが発表された。

#### 5号機の実証実験

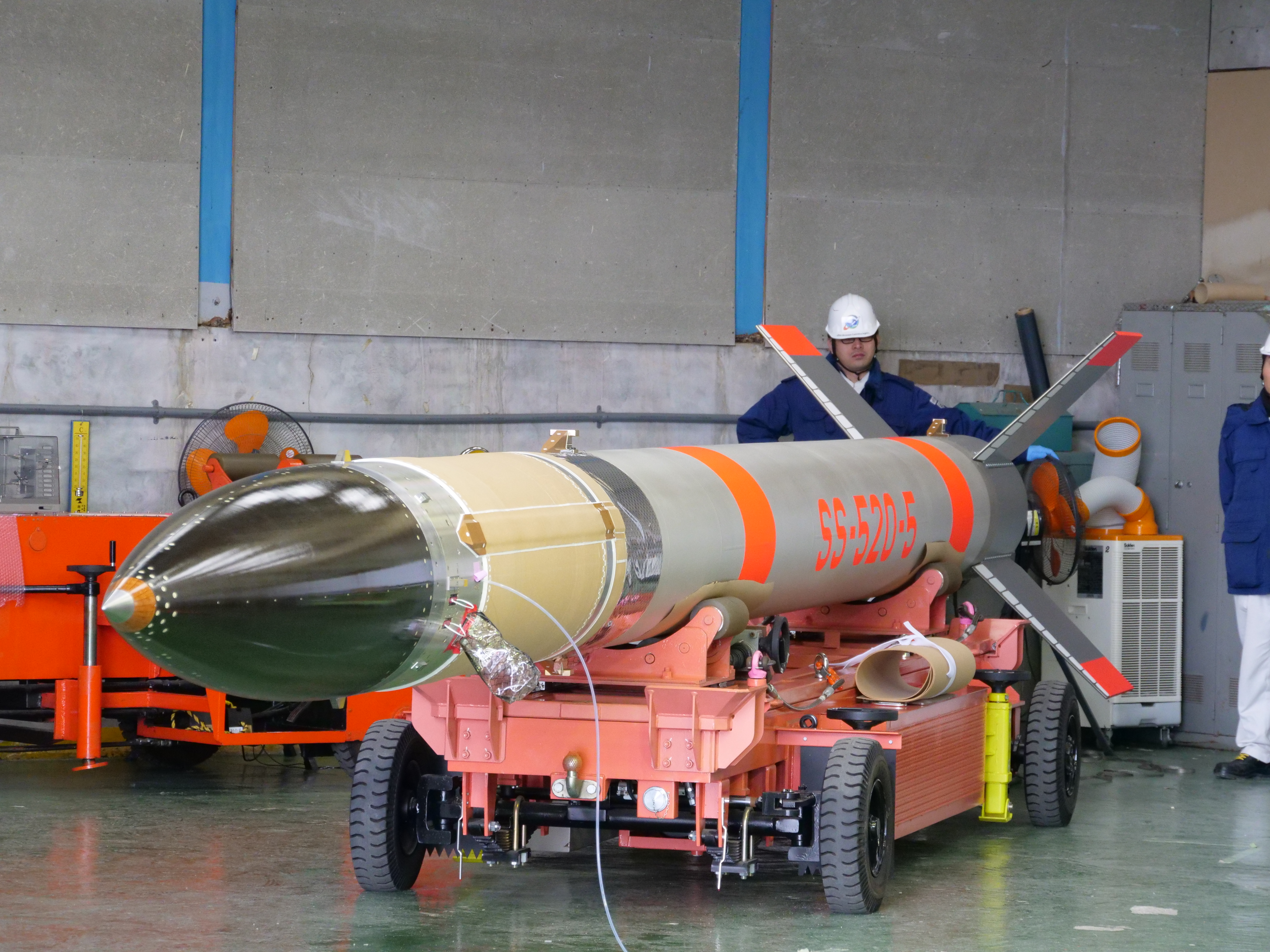
SS-520-5 機体

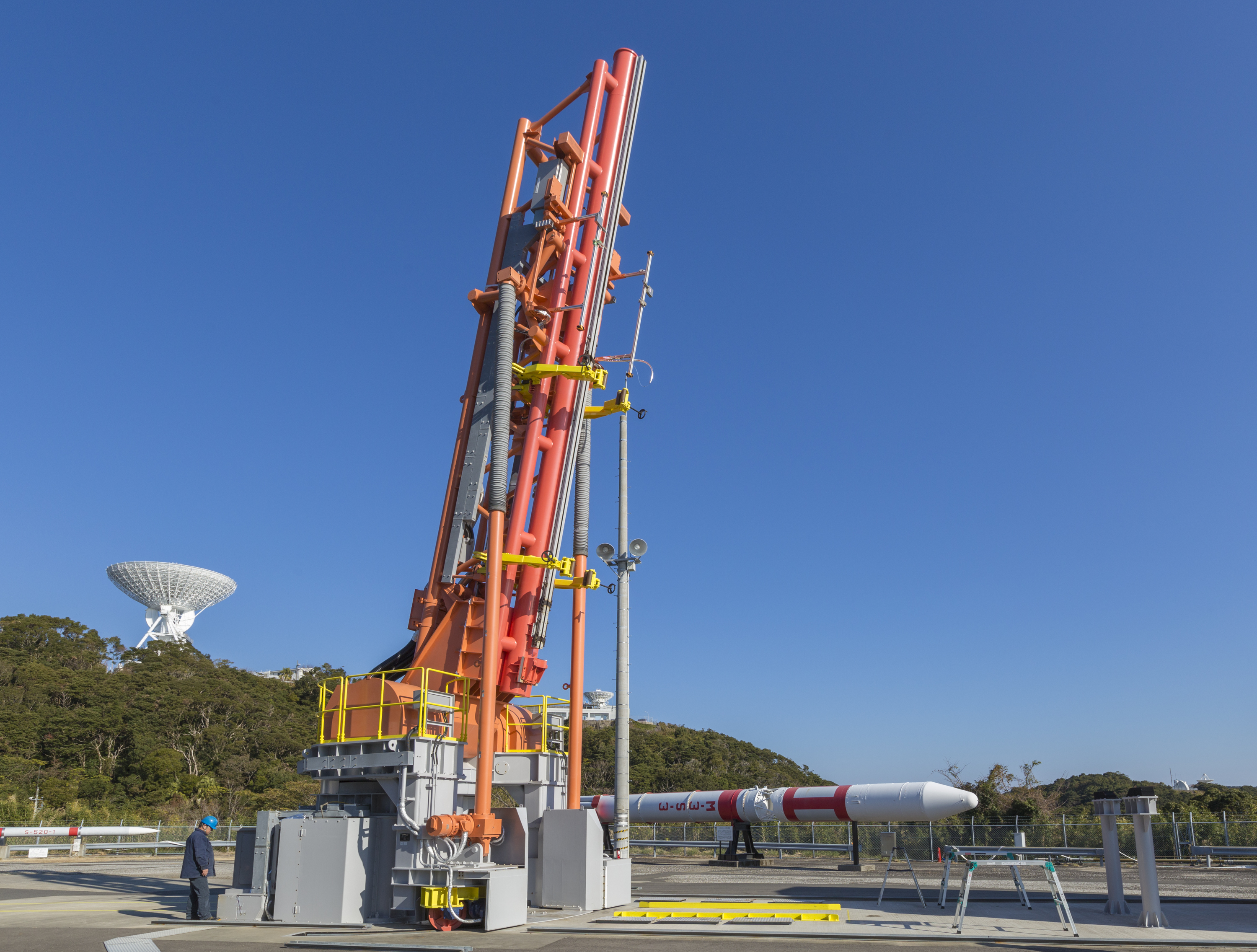
SS-520 発射設備

実験目的、基本構造は4号機と同じでペイロードはTRICOM-1R。4号機の代替機で、4号機の不具合の原因となった電源ケーブル関連を中心に改良を行っている。ほかにも、ラムライン姿勢制御の一部変更など4号機の実験結果が反映されている。2017年11月13日の発表では12月25日に打ち上げるとしたが、他の実験との兼ね合いで28日に変更され、部品に不具合が見つかってさらに28日以降に変更され、2018年2月3日に再設定された
2月3日14時03分00秒に打ち上げられ、7分30秒後にTRICOM-1Rを分離。約3時間後、予定通り衛星からの信号が確認され、打ち上げは成功した。これにより、TRICOM-1Rは「たすき」と命名された。5号機は、おおすみを打ち上げたL-4Sロケット以来48年ぶりに「実際に人工衛星を打ち上げた史上最小のロケット」の記録を更新したと考えられ、後にギネス世界記録に認定されたことが発表された。なお、JAXAのロケットがギネス世界記録に認定されるのはこれが初めてとなる。

### 空中発射型
C-130 ハーキュリーズ輸送機を用いて空中から発射するという計画であり、17kgの人工衛星を打ち上げることが可能であるとしている。この計画はAL-520と呼ばれる。この構想は1991年の第35回宇宙科学技術連合講演会において発表された。
類似する計画として2007年頃から9t級や50t級のロケットを用いた空中発射システムの検討が開始されており、経済産業省が2009年度から研究に着手すると報道されている。

## 打ち上げ

### 飛翔実績
| 機体番号 | 打ち上げ日時(JST)          | 打ち上げ場所   | 到達高度                               | 実験内容 |
| -------- | -------------------------- | -------------- | -------------------------------------- | --- |
| 1号機    | 1998年2月5日 17時30分      | 内之浦         | 750 km                                 | 小型衛星打上げ用姿勢制御装置の技術試験、高速中性粒子の観測                                                                                            |
| 2号機    | 2000年12月4日 18時16分     | ニーオーレスン | 1,000 km                               | M-Vロケット用ノズル材料改良の為の設計手法検証、磁気圏カスプ領域の観測                                                                                 |
| 4号機    | 2017年1月15日 8時33分      | 内之浦         | 近地点180 km×遠地点1,500 km （計画値） | 民生技術を用いたロケット・衛星の開発と3kg程度の超小型衛星の打上げの実証 飛行中にテレメトリが途絶したため2段の点火を中止し衛星の軌道投入を行わなかった |
| 5号機    | 2018年2月3日 14時03分      | 内之浦         | 近地点187km×遠地点2,012 km             | 民生技術を用いたロケット・衛星の開発と3kg程度の超小型衛星の打上げの実証                                                                               |
| 3号機    | 2021年11月4日 19時09分25秒 | アンドーヤ     | 756km                                  | 極域カスプ上空に発生する電離大気流出過程の研究 |